# 森進一
森 進一（もり しんいち、1947年〈昭和22年〉11月18日 - ）は、日本の歌手、シンガーソングライター、社会福祉活動家。本名：森内 一寛（もりうち かずひろ）。
山梨県甲府市生まれ、鹿児島県鹿児島市育ち。森音楽事務所所属。長男はONE OK ROCKのTaka、次男は、はてな、三男はMY FIRST STORYのHiro。

## 人物
演歌歌手という括りで扱われることが多いものの、本人は演歌歌手と呼ばれるのは不愉快とし、流行歌手であるとしている。そのため、演歌の枠に捉われず常に新たな音楽の領域に挑戦し続ける幅広い音楽性の持ち主でもある。一聴して森と分かる、独特のハスキーボイスを特徴とする。「演歌の枠にとらわれず、いい音楽であれば何の障壁もなく耳を傾け、自分の世界に取り込みたい」という彼の思いに共感する松本隆、大瀧詠一、長渕剛、小室哲哉など他ジャンルのアーティスト達と積極的に交流し、提供曲を精力的に歌い、発表した。
1968年『第19回NHK紅白歌合戦』に初出場して以来、2015年（第66回）の紅白まで48回連続出場。初めてトリを務めたのは、出場2回目である1969年（第20回）の「港町ブルース」で、白組におけるトリ歴代最年少記録を持つ。トリ通算出場回数は9回で、美空ひばり、五木ひろし、北島三郎（いずれも13回）に次いで歴代第4位。トップバッターは2回務めている。
大原麗子・森昌子との結婚歴があり（いずれもその後離婚）、昌子との間に誕生した3人の息子のうち、長男・森内貴寛は元NEWSのメンバーで、現：ロックバンド「ONE OK ROCK」のボーカリスト（TAKA）、次男はテレビ東京の社員およびミュージシャンのはてな、三男・森内寛樹はロックバンド「MY FIRST STORY」のボーカリスト（Hiro）であり、その妻は女優の山本舞香である。2024年暮れには次男が既に結婚しており、初孫が生まれたことを明らかにしている。
鳥越俊太郎とは、親交があり2014年の都知事選挙では応援演説に駆けつけている。
ディック・ミネの元妻が森の親戚にあたる。また、俳優の小倉一郎は親戚（互いの曾祖母が姉妹同士）であり、森は自らの座長公演で小倉とたびたび共演している。
後述の『じゃがいもの会』などの社会福祉・篤志活動でもその名を高めた。また、日本中央競馬会に馬主登録をしており、フォーレストムーンなどを所有していた。
2021年春の叙勲において旭日小綬章を受章。

## 来歴

### 生い立ち
山梨県甲府市で、朝鮮半島清津市生まれで引揚者の母・森内尚子と、母の幼馴染の兄で元大日本帝国海軍軍人の父・白砂三郎の長男として生まれる。3人で静岡県沼津市へ移転後妹と弟が生まれるが、10歳の時に父親のギャンブル癖などが理由で両親が離婚、母と妹弟とともに母の幼馴染だった父の妹を頼り下関へ移転、母子家庭となり、一寛も新聞配達で家計を支える。その後母の郷里・鹿児島に落ち着き、鹿児島市立長田中学校卒業と同時に集団就職で大阪に出て移住した。金の卵と呼ばれた若年労働者として、最初は寿司店に勤めるも1か月で退職、家族に仕送りするために少しでもいい賃金を求めて17回も職を替えた。

### デビュー
1965年（昭和40年）、フジテレビ系の素人参加歌番組『リズム歌合戦』に出場して優勝。チャーリー石黒にその才能を見出され、渡辺プロダクション（ナベプロ）に所属した。芸名の名付け親はハナ肇であり、本名の「森内」と「一寛」から1字ずつ取り、渡辺晋のシンを進と読み替えて合成した氏名であった。
1966年（昭和41年）、猪俣公章作曲、吉川静夫作詞による「女のためいき」でデビュー。元は普通の声であり、ルックスも良く、また森が実家へ仕送りをする必要もあったことからポップス系でデビューさせる予定でスクールメイツ入りさせた。しかし個性が弱いとして、チャーリー石黒は売れるためには声を潰し、演歌を歌うしかないと森と渡辺プロを説得した。
森が初めて演歌をリリースした楽曲は、レコードデビューから後の3枚目のシングル「女の波止場」。『明星』1967年3月号の新曲コーナーには「『女のためいき』が80万枚を突破した森進一さんですが、こんど、はじめてともいうべき演歌を吹き込みました。『女の波止場』がそれで、彼独特のかすれた声が、せつない女ごころを、みごとに歌いあげています。（ビクター）」とある。
「恍惚のブルース」でほぼ同時期にデビューした青江三奈と共にため息路線として売り出された。猪俣はその後の彼の数多くの代表曲を手がけることになる。美声歌手が主流だった当時の歌謡界において、かすれ声で女心を歌う森のデビューは衝撃的であり、世間からは「ゲテモノ」「一発屋」と酷評された。しかしその後も「命かれても」「盛り場ブルース」と立て続けにヒットを重ね、ついにはデビュー3年目の1968年、ヒット曲「花と蝶」で『第19回NHK紅白歌合戦』（NHK総合・ラジオ第1、#NHK紅白歌合戦出場歴参照）に初出場を果たした。

### 円熟期
1969年（昭和44年）には全国の港町の情景を織り込んだ「港町ブルース」を発表。22歳の若さで第11回日本レコード大賞・最優秀歌唱賞を受賞、さらに出場2回目にしてこの年の『第20回NHK紅白歌合戦』のトリを務めた。1971年（昭和46年）には「おふくろさん」（作詞・川内康範、作曲・猪俣公章）が発売され、同曲で2度目の最優秀歌唱賞を受賞した(第13回日本レコード大賞最優秀歌唱賞)。また、『第22回NHK紅白歌合戦』にも同曲で出場し、3年連続でトリを務めた。
1972年（昭和47年）、森の狂信的なファンの女性から婚約不履行、未成年者略取で告訴された。実際には女性の主張していた内容は全くの狂言だったが、彼女がそうした妄想にとらわれるようになったのは、以前病気療養中の森の母を見舞った際に母から親切に対応されたのがきっかけだった。このことを苦にした母は、翌1973年に47歳でガス自殺した。山口地裁が森の全面勝訴を言い渡したのはその半年後だった。
1974年（昭和49年）にはフォークソング全盛期の黄金コンビ、岡本おさみ作詞、吉田拓郎作曲の「襟裳岬」を発表。同曲で第16回日本レコード大賞、第5回日本歌謡大賞など多くの音楽賞を獲得し、『第25回NHK紅白歌合戦』で自身初の大トリを務めた。この「襟裳岬」との出会い以降、森の歌の世界は転換期を迎え、通常の演歌歌手にはない趣向を持ち始める。

### 独立
1979年（昭和54年）2月に、デビュー以来約14年間にわたり在籍したナベプロから独立し、「森音楽事務所」を設立した。一流スターが多く在籍する大手事務所からの独立は、芸能界における自身の居場所を失う可能性を示唆していた。しかし同年夏、再起を賭けて発表した「新宿・みなと町」がヒット、以降の活動に弾みをつける契機となった。このころ、ナベプロ時代の同僚だった既婚者の大原麗子との関係が取り沙汰され、1980年（昭和55年）に大原と結婚した。
1982年（昭和57年）に松本隆作詞、大瀧詠一作曲（両者とも元・はっぴいえんど）による「冬のリヴィエラ」を発表した。ポップス系のこの曲により、従来とは異なる新たなファン層を開拓した。この頃の活動は、公私共に充実し順風であるとしながらも、実際の夫婦生活は既にすれ違いが生じていたと言われる。大原麗子とは、1984年（昭和59年）に離婚した。大原は離婚会見で、その理由を「家庭に男が2人いた」と語る。

### 社会福祉活動
離婚後、新しい挑戦として社会福祉活動「じゃがいもの会」を設立した。デビュー当時より面識があり、社会福祉活動に力を注ぎ、その前年からユニセフ親善大使の職を拝命されていた黒柳徹子がこれに賛同した。さらに歌手仲間である原田直之、小林幸子、森昌子らが参加した。この「じゃがいもの会」での活動により、歌手以外の社会的活動家としての「森内一寛（本名）」の一面が開花し、1998年（平成10年）の長野オリンピックの委員会理事、カンボジア地雷除去キャンペーン活動の発起人、在日外国人を支援援助する社会福祉法人「さぽうと21」の理事など、以後数多くの福祉・社会的活動に参画している。この活動には、独立当初の騒動で迷惑を掛けた人々への感謝と贖罪の意味があったという。この活動は新しい出会いを作るきっかけともなり、約1年半の交際を経て、1986年（昭和61年）10月1日に昌子と結婚した。昌子はこれを機に歌手を一旦引退。3児を授かり非常に仲睦まじい夫妻の在り方は、一般に理想的な家庭像・夫婦像のイメージとして広く認知されるようになった。
昌子との結婚式はテレビで生中継され、視聴率45.3%を叩き出すなど、日本中の注目を集めた。ただ、その裏では自宅に空き巣が入ったという。
1988年（昭和63年）の「京都去りがたし」でシングルとしては2回目の作曲を手掛け、はじめて作曲者「森進一」のクレジットでリリースする。

### 闘病
2001年（平成13年）の『第52回NHK紅白歌合戦』で妻・昌子と共演する。翌2002年（平成14年）から昌子とジョイント・コンサートを行うようになり、デュエットソングも2曲発表している（書籍扱いという異色の発売方法）。しかし、これがきっかけで夫婦仲が悪化、昌子との意見の相違などがあり、結婚19年目の2005年（平成17年）3月に別居した。その心労もあってか、間も無くして長年の持病であったC型肝炎をこじらせて入院した。4月19日には所属事務所から2人の離婚が発表された。闘病中にはうつ病にかかるが、2006年（平成18年）3月に回復して退院した。
2008年（平成20年）10月5日に、台東区蔵前にあるビクターのショールームで新曲「波止場」の発表を兼ねたファン限定のミニライブを開催、そのステージ上で2年前にC型肝炎が完治したことを報告した。
2014年（平成26年）5月10日に放送された『ザ・インタビュー〜トップランナーの肖像〜』で、肺がんの手術を行ったことを明かしている。

### おふくろさん騒動
2007年（平成19年）2月、おふくろさん騒動が勃発、川内康範との確執が表面化した。両者はついに和解に至ることのないまま、2008年4月6日に川内は逝去した。2008年（平成20年）11月に、森と川内の遺族が和解したことが明らかになり、1年9か月に及んだ騒動に一応の終止符が打たれた。話し合いの席には関係者らと森やレコード会社が同席したという。同年の『第59回NHK紅白歌合戦』に出演した際に「おふくろさん」を歌唱した。この時、冒頭で川内に謝罪を行った。

### カバーアルバム
2009年（平成21年）11月25日には尾崎豊の「I LOVE YOU」や石川さゆりの「天城越え」など、演歌からJ-POPまで様々なジャンルの曲を集めたカバーアルバム『Love Music』をリリースした。コブクロの「蕾」では、自身初の多重録音によるハーモニーを聴かせている。

### デビュー50年、紅白勇退
『NHK紅白歌合戦』には第19回（1968年）の初出場から連続出場を続け、第64回（2013年）に北島三郎が勇退してからは最多出場となった。デビュー50周年となった2015年、第66回に48回目の出場を果たすが、12月4日、公式サイトで同回限りでの勇退を宣言する。同回の紅白ではトリ前で「おふくろさん」を披露、半世紀にわたる紅白出場に終止符を打った。連続出場48回は五木ひろしに抜かれるまで歴代最長だった。
2021年、旭日小綬章受章。

## 音楽作風
先述の通り、演歌歌手と呼ばれることを嫌い、流行歌手として、固定観念に捉われず様々なジャンルの作品を歌うことを信条としている。一般的に形式を重んじ急激な変化を好まない演歌界において、森のようなスタイルは稀少である。森への楽曲提供者には岡本おさみ、吉田拓郎、大瀧詠一、松本隆、井上陽水、谷村新司、シャ乱Qメンバー、須藤晃、長渕剛、細野晴臣、松山千春、BORO、坂井泉水（ZARD）、小室哲哉といった多彩な顔ぶれが名を連ねる。また、森自身が作詞作曲を手掛けた楽曲も多い。演歌嫌いを公言して憚らなかった淡谷のり子からも、その音楽性を賞賛された。森はこうした自身の多彩な活動について「僕が歌ってきたのは演歌ではなく流行歌です」と説明している。
日本の国民的な作曲家である古賀政男の知遇を得て、その薫陶を受けたこともまた特筆すべきである。プロ歌手として3年目の1968年（昭和43年）には古賀メロディーを集めたアルバム『影を慕いて』が製作された。「人生の並木路」の録音の際には歌の内容を自らの人生に重ね合わせてしまい、涙を抑えることができなかった。後日の録り直しを申し出る森に対し、古賀は「歌は生き物だからこれでいいんだ」とそのままOKを出したという。

## エピソード
1974年発売の「襟裳岬」は、「森に何か新しい発想のレコードを」という方針で、作曲者の吉田拓郎が「森さんみたいな人に書いてみたい」という話をしており実現に至った。しかし、ビクターレコード上層部や渡辺プロダクションのスタッフの反応は「フォークソングのイメージは森に合わない」「こんな字余りのような曲は森に似合わない」と評され、拓郎もこれ以上直せないところまで推敲を重ねたものの、当初はB面扱いだった。当時の森は、母親の自殺や女性問題から苦境に立たされていたが、当時森と同様のスキャンダルに巻き込まれていた拓郎からの思いやりと、同曲の3番の歌詞に感動した森が渡辺プロダクションのスタッフの反対を押し切り、両A面という扱いに変更して発売した。また、森が「襟裳岬」で初めて大トリを務めた『第25回NHK紅白歌合戦』では、レコード大賞からの移動で慌てていたこともあり、ズボンのファスナーを開けたまま歌唱し、間奏のときに白組の先輩歌手らが森の周りを囲む間にズボンのファスナーを閉める一幕があった。
1975年3月にはラジオ放送を含めたNHK放送開始50周年の記念式典がNHKホールにて行われ、特別来賓として出席した昭和天皇・香淳皇后を前に森が「港町ブルース」を披露した。当日は天覧歌唱という舞台でもあったためか、森は1番と2番の歌詞を一部間違え、番ごとに変わるはずの地名の箇所を「宮古 釜石 気仙沼」と2回繰り返して歌ってしまうアクシデントがあった。
1977年10月26日放映のTBS系大映テレビ制作ドラマ明日の刑事の第4話「男と女の東京物語」にて当時のヒット楽曲「東京物語」を題材としたドラマに歌唱するシーンも含めて俳優として出演した。
長男のTakaと一時期確執があり、長男が高校を中退したことを知った際に勘当したものの、青山のスナックでバイトをしていることを知り、長男がバイトしているスナックに訪れて生活費を渡したという。
坂本九が、日本航空123便墜落事故で不慮の死を遂げた直後の1985年8月21日放送のフジテレビ系『夜のヒットスタジオDELUXE』では、森が坂本への追悼の意を込めて、当日歌唱予定であったオリジナル曲「うさぎ」の歌唱を急遽取り止めて、坂本の代表曲「見上げてごらん夜の星を」を涙ながらに熱唱した。その際にスタジオにいた司会の芳村真理を初め、出演者・スタッフのみならず多くの視聴者の涙を誘った。森はこの後も他のテレビ番組でも幾度か披露したほか、自身のオリジナルアルバムにも同曲を収録した。

## ディスコグラフィ

### シングル
- 全てビクターからリリース。

| #   | 発売日          | A/B面 | タイトル                 | 作詞         | 作曲           | 編曲             | 規格品番   | 備考                                           |
| --- | --------------- | ----- | ------------------------ | ------------ | -------------- | ---------------- | ---------- | ---------------------------------------------- |
| 1   | 1966年 6月20日  | A面   | 女のためいき             | 吉川静夫     | 猪俣公章       | 猪俣公章         | SV-430     | デビュー曲。                                   |
| 1   | 1966年 6月20日  | B面   | 恋に泣きたい             | 吉川静夫     | 利根一郎       | 猪俣公章         | SV-430     |                                                |
| 2   | 1966年 10月30日 | A面   | 東京みれん               | 吉川静夫     | 猪俣公章       | 猪俣公章         | SV-485     |                                                |
| 2   | 1966年 10月30日 | B面   | 女のなみだ雨             | 吉川静夫     | 猪俣公章       | 猪俣公章         | SV-485     |                                                |
| 3   | 1967年 1月15日  | A面   | 女の波止場               | 吉川静夫     | 猪俣公章       | 猪俣公章         | SV-511     | 自身初の演歌作品。                             |
| 3   | 1967年 1月15日  | B面   | 女ですもの               | 吉川静夫     | 猪俣公章       | 猪俣公章         | SV-511     |                                                |
| 4   | 1967年 4月15日  | A面   | 女の酒場                 | 吉川静夫     | 猪俣公章       | 猪俣公章         | SV-550     |                                                |
| 4   | 1967年 4月15日  | B面   | 他国の女                 | 吉川静夫     | 猪俣公章       | 猪俣公章         | SV-550     |                                                |
| 5   | 1967年 7月15日  | A面   | 女の岬                   | 吉川静夫     | 猪俣公章       | 猪俣公章         | SV-588     |                                                |
| 5   | 1967年 7月15日  | B面   | 女のギター               | 吉川静夫     | 猪俣公章       | 猪俣公章         | SV-588     |                                                |
| 6   | 1967年 9月10日  | A面   | 命かれても               | 鳥井実       | 彩木雅夫       | 猪俣公章         | SV-616     |                                                |
| 6   | 1967年 9月10日  | B面   | 母恋い人生               | 吉川静夫     | 猪俣公章       | 猪俣公章         | SV-616     |                                                |
| 7   | 1967年 12月5日  | A面   | 盛り場ブルース           | 藤三郎       | 城美好         | 森岡賢一郎       | SV-1008    |                                                |
| 7   | 1967年 12月5日  | B面   | 伊豆の女                 | 佐々木ひろと | 城美好         | 森岡賢一郎       | SV-1008    |                                                |
| 8   | 1968年 2月5日   | A面   | 湯の町の女               | 吉川静夫     | 猪俣公章       | 猪俣公章         | SV-664     |                                                |
| 8   | 1968年 2月5日   | B面   | 涙をふいて               | 吉川静夫     | 猪俣公章       | 猪俣公章         | SV-664     |                                                |
| 9   | 1968年 5月5日   | A面   | 花と蝶                   | 川内康範     | 彩木雅夫       | 森岡賢一郎       | SV-1017    |                                                |
| 9   | 1968年 5月5日   | B面   | さすらい波止場           | 三井もこ     | 城美好         | 城美好           | SV-1017    |                                                |
| 10  | 1968年 7月5日   | A面   | ひとり酒場で             | 吉川静夫     | 猪俣公章       | 猪俣公章         | SV-726     |                                                |
| 10  | 1968年 7月5日   | B面   | 神戸の夜                 | 吉川静夫     | 猪俣公章       | 猪俣公章         | SV-726     |                                                |
| 11  | 1968年 11月5日  | A面   | 年上の女                 | 中山貴美     | 彩木雅夫       | 森岡賢一郎       | SV-1033    |                                                |
| 11  | 1968年 11月5日  | B面   | ネオンごころ             | 村上千秋     | 城美好         | 春見伸夫         | SV-1033    |                                                |
| 12  | 1969年 4月15日  | A面   | 港町ブルース             | 深津武志     | 猪俣公章       | 森岡賢一郎       | SV-1045    |                                                |
| 12  | 1969年 4月15日  | B面   | 女の四季                 | 丹古晴己     | 猪俣公章       | 猪俣公章         | SV-1045    |                                                |
| 13  | 1969年 7月25日  | A面   | おんな                   | 山口あかり   | 城美好         | 森岡賢一郎       | SV-1054    |                                                |
| 13  | 1969年 7月25日  | B面   | 女のワルツ               | 山口洋子     | 猪俣公章       | 猪俣公章         | SV-1054    |                                                |
| 14  | 1969年 10月5日  | A面   | 花と涙                   | 川内康範     | 宮川泰         | 森岡賢一郎       | SV-1057    |                                                |
| 14  | 1969年 10月5日  | B面   | 恋にもたれて             | 川内康範     | 宮川泰         | 宮川泰           | SV-1057    |                                                |
| 15  | 1970年 2月5日   | A面   | 恋ひとすじ               | 藤田まさと   | 猪俣公章       | 猪俣公章         | SV-1068    |                                                |
| 15  | 1970年 2月5日   | B面   | 夜のこぼれ花             | 藤田まさと   | 猪俣公章       | 猪俣公章         | SV-1068    |                                                |
| 16  | 1970年 6月5日   | A面   | 波止場女のブルース       | なかにし礼   | 城美好         | 森岡賢一郎       | SV-1078    |                                                |
| 16  | 1970年 6月5日   | B面   | 女の明日は南の果てに     | 千坊さかえ   | 花礼二         | 川口真           | SV-1078    |                                                |
| 17  | 1970年 9月15日  | A面   | 銀座の女                 | 川内康範     | 曽根幸明       | 曽根幸明         | SV-1084    |                                                |
| 17  | 1970年 9月15日  | B面   | 女の願いよ花になれ       | 川内康範     | 曽根幸明       | 曽根幸明         | SV-1084    |                                                |
| 18  | 1970年 12月25日 | A面   | 望郷                     | 橋本淳       | 猪俣公章       | 猪俣公章         | SV-1092    |                                                |
| 18  | 1970年 12月25日 | B面   | 悲哀のワルツ             | 鳥井実       | 猪俣公章       | 猪俣公章         | SV-1092    |                                                |
| 19  | 1971年 4月5日   | A面   | 慕情〜天草の女〜         | 山口あかり   | 平尾昌晃       | 小谷充           | SV-1097    |                                                |
| 19  | 1971年 4月5日   | B面   | 女の歴史                 | 安井かずみ   | 城美好         | 小谷充           | SV-1097    |                                                |
| 20  | 1971年 5月5日   | A面   | おふくろさん             | 川内康範     | 猪俣公章       | 猪俣公章         | SV-1098    |                                                |
| 20  | 1971年 5月5日   | B面   | 小鳥と少年               | 川内康範     | 平尾昌晃       | 小谷充           | SV-1098    |                                                |
| 21  | 1971年 9月5日   | A面   | 火の女                   | 川内康範     | 彩木雅夫       | 森岡賢一郎       | SV-1106    |                                                |
| 21  | 1971年 9月5日   | B面   | 二人のいのち             | 川内康範     | 三木たかし     | 三木たかし       | SV-1106    |                                                |
| 22  | 1971年 12月5日  | A面   | 流れのブルース           | 保富康午     | 城美好         | 小谷充           | SV-1111    |                                                |
| 22  | 1971年 12月5日  | B面   | 悲恋                     | 阿久悠       | 猪俣公章       | 竹村次郎         | SV-1111    |                                                |
| 23  | 1972年 4月5日   | A面   | 波止場町                 | 阿久悠       | 猪俣公章       | 猪俣公章         | SV-1115    |                                                |
| 23  | 1972年 4月5日   | B面   | 夏子ひとり               | 阿久悠       | 猪俣公章       | 宮川泰           | SV-1115    |                                                |
| 24  | 1972年 7月25日  | A面   | 旅路のはてに             | 林春生       | 馬飼野俊一     | 馬飼野俊一       | SV-1121    |                                                |
| 24  | 1972年 7月25日  | B面   | 花の伝説                 | 山口あかり   | 森岡賢一郎     | 森岡賢一郎       | SV-1121    |                                                |
| 25  | 1972年 10月25日 | A面   | 放浪船                   | 阿久悠       | 猪俣公章       | 猪俣公章         | SV-1125    |                                                |
| 25  | 1972年 10月25日 | B面   | 求愛                     | 山口あかり   | 平尾昌晃       | 森岡賢一郎       | SV-1125    |                                                |
| 26  | 1973年 2月25日  | A面   | 夜の走り雨               | 千家和也     | 鈴木邦彦       | 森岡賢一郎       | SV-1133    |                                                |
| 26  | 1973年 2月25日  | B面   | うしろ影                 | ちあき哲也   | 五十嵐悟       | 森岡賢一郎       | SV-1133    |                                                |
| 27  | 1973年 6月15日  | A面   | くちべに怨歌             | 青山五平     | 猪俣公章       | 竹村次郎         | SV-1144    |                                                |
| 27  | 1973年 6月15日  | B面   | 郷愁                     | 橋本淳       | 猪俣公章       | 猪俣公章         | SV-1144    |                                                |
| 28  | 1973年 10月10日 | A面   | 冬の旅                   | 阿久悠       | 猪俣公章       | 森岡賢一郎       | SV-1156    |                                                |
| 28  | 1973年 10月10日 | B面   | 見知らぬ女               | 阿久悠       | 猪俣公章       | 馬飼野俊一       | SV-1156    |                                                |
| 29  | 1974年 1月15日  | A面   | 襟裳岬                   | 岡本おさみ   | 吉田拓郎       | 馬飼野俊一       | SV-1164    | 島倉千代子との楽曲（1961年）は同名異曲である。 |
| 29  | 1974年 1月15日  | B面   | 世捨人唄                 | 岡本おさみ   | 吉田拓郎       | 馬飼野俊一       | SV-1164    |                                                |
| 30  | 1974年 4月15日  | A面   | さらば友よ               | 阿久悠       | 猪俣公章       | 森岡賢一郎       | SV-1176    |                                                |
| 30  | 1974年 4月15日  | B面   | 妹よ                     | 阿久悠       | 猪俣公章       | 森岡賢一郎       | SV-1176    |                                                |
| 31  | 1974年 9月15日  | A面   | 北航路                   | 阿久悠       | 猪俣公章       | 森岡賢一郎       | SV-1196    |                                                |
| 31  | 1974年 9月15日  | B面   | 流浪の詩                 | 阿久悠       | 森岡賢一郎     | 森岡賢一郎       | SV-1196    |                                                |
| 32  | 1974年 12月25日 | A面   | 湯けむりの町             | 山上路夫     | 小室等         | 森岡賢一郎       | SV-1212    |                                                |
| 32  | 1974年 12月25日 | B面   | やさしさ                 | 阿久悠       | 彩木雅夫       | 森岡賢一郎       | SV-1212    |                                                |
| 33  | 1975年 4月10日  | A面   | 女がひとり               | 阿久悠       | 彩木雅夫       | 森岡賢一郎       | SV-1223    |                                                |
| 33  | 1975年 4月10日  | B面   | 夢のあと                 | 阿久悠       | 彩木雅夫       | 森岡賢一郎       | SV-1223    |                                                |
| 34  | 1975年 6月25日  | A面   | 別れの接吻               | 阿久悠       | 平尾昌晃       | 馬飼野俊一       | SV-1240    |                                                |
| 34  | 1975年 6月25日  | B面   | 霧笛                     | 山上路夫     | 平尾昌晃       | 馬飼野俊一       | SV-1240    |                                                |
| 35  | 1975年 10月10日 | A面   | あゝ人恋し               | 阿久悠       | 浜圭介         | 萩田光雄         | SV-1254    |                                                |
| 35  | 1975年 10月10日 | B面   | 枯葉                     | 阿久悠       | 三木たかし     | 三木たかし       | SV-1254    |                                                |
| 36  | 1976年 1月10日  | A面   | 故郷                     | 阿久悠       | 大野克夫       | 馬飼野俊一       | SV-1270    |                                                |
| 36  | 1976年 1月10日  | B面   | とまり木                 | 阿久悠       | 大野克夫       | 馬飼野俊一       | SV-1270    |                                                |
| 37  | 1976年 5月25日  | A面   | つくり花                 | 千家和也     | 大野克夫       | 馬飼野俊一       | SV-6016    |                                                |
| 37  | 1976年 5月25日  | B面   | 紅をひく女               | 千家和也     | 徳久広司       | 森岡賢一郎       | SV-6016    |                                                |
| 38  | 1976年 8月25日  | A面   | さざんか                 | 中山大三郎   | 猪俣公章       | 小杉仁三         | SV-6093    |                                                |
| 38  | 1976年 8月25日  | B面   | いのち燃やして           | 中山大三郎   | 猪俣公章       | 小杉仁三         | SV-6093    |                                                |
| 39  | 1977年 1月5日   | A面   | 雨の桟橋                 | 中山大三郎   | 中山大三郎     | 若草恵           | SV-6134    |                                                |
| 39  | 1977年 1月5日   | B面   | 夜が行く                 | 中山大三郎   | 猪俣公章       | 森岡賢一郎       | SV-6134    |                                                |
| 40  | 1977年 6月10日  | A面   | 夜行列車                 | 喜多条忠     | 吉田拓郎       | 竜崎孝路         | SV-6228    |                                                |
| 40  | 1977年 6月10日  | B面   | 帰郷                     | なかにし礼   | 宮川泰         | 宮川泰           | SV-6228    |                                                |
| 41  | 1977年 10月5日  | A面   | 東京物語                 | 阿久悠       | 川口真         | 馬飼野康二       | SV-6305    |                                                |
| 41  | 1977年 10月5日  | B面   | わる                     | 阿久悠       | 川口真         | 川口真           | SV-6305    |                                                |
| 42  | 1978年 2月5日   | A面   | 甘ったれ                 | 阿久悠       | S.Adamo        | 川口真           | SV-6361    |                                                |
| 42  | 1978年 2月5日   | B面   | みんなやさしかった       | 阿久悠       | S.Adamo        | 川口真           | SV-6361    |                                                |
| 43  | 1978年 5月25日  | A面   | 林檎抄                   | 阿久悠       | 川口真         | 船山基紀         | SV-6417    |                                                |
| 43  | 1978年 5月25日  | B面   | 朝日のブルース           | 阿久悠       | 川口真         | 船山基紀         | SV-6417    |                                                |
| 44  | 1978年 9月5日   | A面   | 雪よ おまえは            | 喜多条忠     | 中山大三郎     | 若草恵           | SV-6469    |                                                |
| 44  | 1978年 9月5日   | B面   | しあわせ挽歌             | 幸村リウ     | 猪俣公章       | 馬飼野俊一       | SV-6469    |                                                |
| 45  | 1978年 12月5日  | A面   | きみよ荒野へ             | 岡本おさみ   | 鈴木キサブロー | 馬飼野俊一       | SV-6536    |                                                |
| 45  | 1978年 12月5日  | B面   | 夕べの雨                 | 岡本おさみ   | 鈴木キサブロー | 馬飼野俊一       | SV-6536    |                                                |
| 46  | 1979年 8月1日   | A面   | 新宿・みなと町           | 麻生香太郎   | 西谷翔         | 竜崎孝路         | SV-6616    |                                                |
| 46  | 1979年 8月1日   | B面   | 夜の再会                 | 白鳥園枝     | 蘭世           | 前田俊明         | SV-6616    |                                                |
| 47  | 1980年 1月21日  | A面   | 酒場舟                   | 麻生香太郎   | 蘭世           | 竜崎孝路         | SV-6677    |                                                |
| 47  | 1980年 1月21日  | B面   | 帰ってきて               | 山本総一郎   | 蘭世           | 竜崎孝路         | SV-6677    |                                                |
| 48  | 1980年 5月1日   | A面   | 涙きらり                 | 阿久悠       | 猪俣公章       | 高田弘           | SV-6721    |                                                |
| 48  | 1980年 5月1日   | B面   | ひとりぐらし             | 阿久悠       | 猪俣公章       | 高田弘           | SV-6721    |                                                |
| 49  | 1980年 8月5日   | A面   | 恋月夜                   | 麻生香太郎   | 西谷翔         | 小谷充           | SV-7038    |                                                |
| 49  | 1980年 8月5日   | B面   | ラヴ・イズ・オーヴァー   | 伊藤薫       | 伊藤薫         | 小谷充           | SV-7038    |                                                |
| 50  | 1980年 11月5日  | A面   | 夢という名の女           | 阿久悠       | 浜口庫之助     | 薗広昭           | SV-7064    |                                                |
| 50  | 1980年 11月5日  | B面   | そして煙草               | 阿久悠       | 浜口庫之助     | 薗広昭           | SV-7064    |                                                |
| 51  | 1981年 5月1日   | A面   | 東京みなと               | 原淳二       | 市川昭介       | 市川昭介         | SV-7109    |                                                |
| 51  | 1981年 5月1日   | B面   | 女の倖せ                 | 鳥井実       | 西谷翔         | 薗広昭           | SV-7109    |                                                |
| 52  | 1981年 9月21日  | A面   | 命あたえて               | 川内康範     | 猪俣公章       | 猪俣公章         | SV-7158    |                                                |
| 52  | 1981年 9月21日  | B面   | 愛と憎しみと             | 川内康範     | 猪俣公章       | 前田俊明         | SV-7158    |                                                |
| 53  | 1981年 11月5日  | A面   | それは恋                 | 秋元松代     | 猪俣公章       | 小杉仁三         | SV-7170    |                                                |
| 53  | 1981年 11月5日  | B面   | 夢人形                   | 石坂まさを   | 猪俣公章       | 猪俣公章         | SV-7170    |                                                |
| 54  | 1982年 3月21日  | A面   | 哀愁行路                 | 山口洋子     | 平尾昌晃       | 薗広昭           | SV-7205    |                                                |
| 54  | 1982年 3月21日  | B面   | 旅人かえらず             | 橋本淳       | 西谷翔         | 矢野立美         | SV-7205    |                                                |
| 55  | 1982年 7月21日  | A面   | 男の真情                 | 白鳥園枝     | 木村好夫       | 馬場良           | SV-7231    |                                                |
| 55  | 1982年 7月21日  | B面   | 放浪歌                   | 吉田旺       | 木村好夫       | 馬場良           | SV-7231    |                                                |
| 56  | 1982年 11月21日 | A面   | 冬のリヴィエラ           | 松本隆       | 大瀧詠一       | 前田憲男         | SV-7269    |                                                |
| 56  | 1982年 11月21日 | B面   | 駅灯り                   | 山口洋子     | 平尾昌晃       | 薗広昭           | SV-7269    |                                                |
| 57  | 1983年 4月21日  | A面   | 紐育物語                 | 松本隆       | 細野晴臣       | 坂本龍一         | SV-7297    |                                                |
| 57  | 1983年 4月21日  | B面   | ルーム・キー             | 松本隆       | 細野晴臣       | 細野晴臣         | SV-7297    |                                                |
| 58  | 1983年 10月5日  | A面   | モロッコ                 | 松本隆       | 筒美京平       | 井上鑑           | SV-7330    |                                                |
| 58  | 1983年 10月5日  | B面   | 霧のジブラルタル         | 松本隆       | 筒美京平       | 矢野誠           | SV-7330    |                                                |
| 59  | 1983年 10月5日  | A面   | 冬桜                     | たかたかし   | 三木たかし     | 竜崎孝路         | SV-7338    |                                                |
| 59  | 1983年 10月5日  | B面   | 別離                     | 荒木とよひさ | 三木たかし     | 竜崎孝路         | SV-7338    |                                                |
| 60  | 1984年 2月5日   | A面   | 待たせたね               | 松山千春     | 松山千春       | 馬飼野俊一       | SV-7366    |                                                |
| 60  | 1984年 2月5日   | B面   | バーミリオン             | 三枝亮       | もんたよしのり | 川口真           | SV-7366    |                                                |
| 61  | 1984年 3月21日  | A面   | 人を恋うる唄             | たかたかし   | 岡千秋         | 斉藤恒夫         | SV-7373    |                                                |
| 61  | 1984年 3月21日  | B面   | 北の酒場で               | たかたかし   | 岡千秋         | 斉藤恒夫         | SV-7373    |                                                |
| 62  | 1984年 8月5日   | A面   | 北の螢                   | 阿久悠       | 三木たかし     | 川口真           | SV-7410    |                                                |
| 62  | 1984年 8月5日   | B面   | 街の鳩                   | 阿久悠       | 三木たかし     | 川口真           | SV-7410    |                                                |
| 62  | 1984年 12月1日  | B面   | 夢・ステファニー         | 安井かずみ   | 加藤和彦       | 奥慶一           | SV-7458    | B面変更盤。                                    |
| 63  | 1985年 4月5日   | A面   | 昭和流れうた             | いではく     | 遠藤実         | 斉藤恒夫         | SV-9006    |                                                |
| 63  | 1985年 4月5日   | B面   | 晩秋歌                   | いではく     | 遠藤実         | 斉藤恒夫         | SV-9006    |                                                |
| 64  | 1985年 9月25日  | A面   | 女もよう                 | 結城忍       | 猪俣公章       | 竜崎孝路         | SV-9061    |                                                |
| 64  | 1985年 9月25日  | B面   | 榾火                     | 永田一郎     | 曽根幸明       | 竜崎孝路         | SV-9061    |                                                |
| 65  | 1985年 10月21日 | A面   | サマータイム             | D.Heyward    | G.Gershwin     | 川口真           | SJX-7005   |                                                |
| 65  | 1985年 10月21日 | B面   | 過ぎ去りし日の夢         | 荒木とよひさ | J.Primrose     | 川口真           | SJX-7005   |                                                |
| 66  | 1986年 1月21日  | A面   | 止まり木のブルース       | 阿久悠       | 三木たかし     | 川口真           | SV-9111    |                                                |
| 66  | 1986年 1月21日  | B面   | わが故郷は心のふるさと   | たかたかし   | 彩木雅夫       | 川口真           | SV-9111    |                                                |
| 67  | 1986年 7月5日   | A面   | ゆうすげの恋             | 中山大三郎   | 中山大三郎     | 斉藤恒夫         | SV-9152    |                                                |
| 67  | 1986年 7月5日   | B面   | 湯の町別れうた           | 中山大三郎   | 猪俣公章       | 斉藤恒夫         | SV-9152    |                                                |
| 68  | 1987年 1月21日  | A面   | 十六夜舟                 | 白鳥園枝     | 中村清一       | 前田俊明         | SV-9204    |                                                |
| 68  | 1987年 1月21日  | B面   | 北上川                   | 山上路夫     | 中村清一       | 川口真           | SV-9204    |                                                |
| 69  | 1987年 2月21日  | A面   | 男ばなし                 | 星野哲郎     | 大野雄二       | 川口真           | SV-9219    |                                                |
| 69  | 1987年 2月21日  | B面   | いきなやつ               | 星野哲郎     | 大野雄二       | 川口真           | SV-9219    |                                                |
| 70  | 1987年 7月1日   | A面   | 悲しいけれど             | 荒木とよひさ | 三木たかし     | 川口真           | SV-9262    |                                                |
| 70  | 1987年 7月1日   | B面   | あなたがいたから         | 加藤日出男   | きくち寛       | 川口真           | SV-9262    |                                                |
| 71  | 1988年 1月21日  | A面   | 挽歌の街から             | 売野雅勇     | 浜圭介         | 若草恵           | SV-9313    |                                                |
| 71  | 1988年 1月21日  | B面   | 千年純情                 | 売野雅勇     | 馬場孝幸       | 川口真           | SV-9313    |                                                |
| 72  | 1988年 5月21日  | A面   | 京都去りがたし           | 売野雅勇     | 森進一         | 竹村次郎         | SV-9354    |                                                |
| 72  | 1988年 5月21日  | B面   | 絆                       | 売野雅勇     | 森進一         | 竹村次郎         | SV-9354    |                                                |
| 73  | 1989年 1月1日   | 01    | 冬の桑港                 | 荒木とよひさ | 杉本真人       | 川村栄二         | VDRS-1118  |                                                |
| 73  | 1989年 1月1日   | 02    | 夢口紅                   | 荒木とよひさ | 杉本真人       | 川村栄二         | VDRS-1118  |                                                |
| 74  | 1989年 7月21日  | 01    | 指輪                     | 麻生香太郎   | 森進一         | 前田俊明         | VDRS-1154  |                                                |
| 74  | 1989年 7月21日  | 02    | 夢の中へ                 | 森進一       | 森進一         | 桜庭伸幸         | VDRS-1154  |                                                |
| 75  | 1989年 8月21日  | 01    | うさぎ                   | 保富康午     | 猪俣公章       | 猪俣公章         | VDRS-1170  |                                                |
| 75  | 1989年 8月21日  | 02    | 雨                       | 松山千春     | 松山千春       | 宮川泰           | VDRS-1170  |                                                |
| 76  | 1989年 11月1日  | 01    | 夢をつづけて             | 荒木とよひさ | 三木たかし     | 青木望           | VDRS-10011 |                                                |
| 76  | 1989年 11月1日  | 02    | 恋しくて                 | 売野雅勇     | 関口敏行       | 川口真           | VDRS-10011 |                                                |
| 77  | 1990年 4月21日  | 01    | 移り香                   | やしろよう   | 西谷翔         | 竜崎孝路         | VIDL-10025 |                                                |
| 77  | 1990年 4月21日  | 02    | 慕情                     | 荒木とよひさ | 金明坤         | 馬飼野俊一       | VIDL-10025 |                                                |
| 78  | 1990年 8月1日   | 01    | 風のエレジー             | 阿木燿子     | 井上陽水       | 萩田光男         | VIDL-10054 |                                                |
| 78  | 1990年 8月1日   | 02    | イエスタデイ             | 荒木とよひさ | 佐藤隆         | 奥慶一           | VIDL-10054 |                                                |
| 79  | 1991年 1月1日   | 01    | 酒無情                   | 石本美由起   | 船村徹         | 蔦将包           | VIDL-10094 |                                                |
| 79  | 1991年 1月1日   | 02    | ひとり東京の片隅で       | 石本美由起   | 船村徹         | 南郷達也         | VIDL-10094 |                                                |
| 80  | 1991年 6月21日  | 01    | 泣かせ雨                 | 石本美由起   | 市川昭介       | 馬場良           | VIDL-10145 |                                                |
| 80  | 1991年 6月21日  | 02    | 噂ばなし                 | 石本美由起   | 森進一         | 竜崎孝路         | VIDL-10145 |                                                |
| 81  | 1991年 11月21日 | 01    | 愛しい人よ               | 魚住勉       | 馬飼野康二     | 馬飼野康二       | VIDL-10175 |                                                |
| 81  | 1991年 11月21日 | 02    | 夜間飛行                 | 魚住勉       | 馬飼野康二     | 馬飼野康二       | VIDL-10175 |                                                |
| 82  | 1992年 5月21日  | 01    | 悲しい歌が流行ります     | 阿久悠       | 三木たかし     | 川村栄二         | VIDL-10246 |                                                |
| 82  | 1992年 5月21日  | 02    | 夢うつつ                 | 阿久悠       | 三木たかし     | 若草恵           | VIDL-10246 |                                                |
| 83  | 1992年 10月21日 | 01    | 劇場の前                 | 野口雨情     | 浜圭介         | 川村栄二         | VIDL-10277 |                                                |
| 83  | 1992年 10月21日 | 02    | かなかな                 | 野口雨情     | 浜圭介         | 馬場良           | VIDL-10277 |                                                |
| 84  | 1993年 5月21日  | 01    | わるいひと               | 久仁京介     | 森進一         | 馬場良           | VIDL-10347 |                                                |
| 84  | 1993年 5月21日  | 02    | 雨のくちびる             | 久仁京介     | 森進一         | 馬場良           | VIDL-10347 |                                                |
| 85  | 1993年 8月5日   | 01    | 夢をかざって             | 里村龍一     | 猪俣公章       | 馬場良           | VIDL-10439 |                                                |
| 85  | 1993年 8月5日   | 02    | おもいで夜景             | 里村龍一     | 猪俣公章       | 馬場良           | VIDL-10439 |                                                |
| 86  | 1994年 1月1日   | 01    | ふたり坂                 | 中村修二     | 森進一         | 馬場良           | VIDL-10476 |                                                |
| 86  | 1994年 1月1日   | 02    | えにし                   | 新美正雄     | 森進一         | 馬場良           | VIDL-10476 |                                                |
| 87  | 1994年 4月21日  | 01    | うそつき                 | たかたかし   | 森進一         | 馬場良           | VIDL-10508 |                                                |
| 87  | 1994年 4月21日  | 02    | にわか雨                 | たかたかし   | 森進一         | 竜崎孝路         | VIDL-10508 |                                                |
| 88  | 1994年 5月21日  | 01    | 土俵の鬼                 | 秋元康       | 後藤次利       | 若草恵           | VIDL-10463 |                                                |
| 88  | 1994年 5月21日  | 02    | 一本道                   | 秋元康       | 後藤次利       | 若草恵           | VIDL-10463 |                                                |
| 89  | 1995年 1月1日   | 01    | ひとすじの白い道         | 中山大三郎   | 中山大三郎     | 前田俊明         | VIDL-10596 |                                                |
| 89  | 1995年 1月1日   | 02    | きょうからは             | 中村修二     | 森進一         | 前田俊明         | VIDL-10596 |                                                |
| 90  | 1995年 1月1日   | 01    | 泣きむし東京             | 売野雅勇     | 森進一         | 竜崎孝路         | VIDL-10597 |                                                |
| 90  | 1995年 1月1日   | 02    | 夢おんな                 | 坂口照幸     | 森進一         | 前田俊明         | VIDL-10597 |                                                |
| 91  | 1995年 6月21日  | 01    | 女恋港                   | 森進一       | 森進一         | 前田俊明         | VIDL-10664 |                                                |
| 91  | 1995年 6月21日  | 02    | しのび宿                 | 北川文化     | 森進一         | 前田俊明         | VIDL-10664 |                                                |
| 92  | 1995年 9月22日  | 01    | 悲しみの器               | 谷村新司     | 谷村新司       | 若草恵           | VIDL-11004 |                                                |
| 92  | 1995年 9月22日  | 02    | Golden Days              | 谷村新司     | 谷村新司       | 若草恵           | VIDL-11004 |                                                |
| 93  | 1996年 2月21日  | 01    | 薄雪草                   | 吉岡治       | 森進一         | 前田俊明         | VIDL-11018 |                                                |
| 93  | 1996年 2月21日  | 02    | 湯けむりの宿             | 吉岡治       | 森進一         | 前田俊明         | VIDL-11018 |                                                |
| 94  | 1996年 8月21日  | 01    | 夜の無言                 | まこと       | はたけ         | 十川知司         | VIDL-11028 |                                                |
| 94  | 1996年 8月21日  | 02    | 再愛                     | まこと       | はたけ         | 十川知司         | VIDL-11028 |                                                |
| 95  | 1997年 2月1日   | 01    | 北のふるさと             | いではく     | 遠藤実         | 馬場良           | VIDL-11037 |                                                |
| 95  | 1997年 2月1日   | 02    | あなたの傍で             | いではく     | 遠藤実         | 馬場良           | VIDL-11037 |                                                |
| 96  | 1997年 9月22日  | 01    | ライラ ライ              | 須藤晃       | 橘いずみ       | 須藤晃           | VIDL-30059 |                                                |
| 96  | 1997年 9月22日  | 02    | 見上げれば光る星         | 須藤晃       | 橘いずみ       | 須藤晃           | VIDL-30059 |                                                |
| 97  | 1998年 3月10日  | 01    | 女心                     | たかたかし   | 弦哲也         | 馬場良           | VIDL-30195 |                                                |
| 97  | 1998年 3月10日  | 02    | 道ならぬ恋               | たかたかし   | 弦哲也         | 馬場良           | VIDL-30195 |                                                |
| 98  | 1999年 1月21日  | 01    | 女の愛                   | 土田有紀     | 弦哲也         | 池多孝春         | VIDL-30400 |                                                |
| 98  | 1999年 1月21日  | 02    | 心ほどいて               | 結崎乃里子   | 弦哲也         | 池多孝春         | VIDL-30400 |                                                |
| 99  | 1999年 7月1日   | 01    | 昭和最後の秋のこと       | 阿久悠       | 浜圭介         | 川村栄二         | VIDL-30439 |                                                |
| 99  | 1999年 7月1日   | 02    | 六本木物語               | 阿久悠       | 杉本真人       | 川口真           | VIDL-30439 |                                                |
| 100 | 1999年 8月2日   | 01    | 裏切り                   | 織田愛       | 弦哲也         | 池多孝春         | VIDL-30447 |                                                |
| 100 | 1999年 8月2日   | 02    | 恋椿                     | 中村修二     | 弦哲也         | 池多孝春         | VIDL-30447 |                                                |
| 101 | 1999年 8月2日   | 01    | 語りかけ                 | 川内康範     | 川内康範       | 乃木五郎         | VIDL-30448 |                                                |
| 101 | 1999年 8月2日   | 02    | この世に生まれて         | 川内康範     | 川内康範       | 乃木五郎         | VIDL-30448 |                                                |
| 102 | 2000年 5月24日  | 01    | ウイスキー色の街で       | 岡本おさみ   | 細野晴臣       | 三井誠           | VIDL-30500 |                                                |
| 102 | 2000年 5月24日  | 02    | 千年純情                 | 売野雅勇     | 馬場孝幸       | 川口真           | VIDL-30500 |                                                |
| 103 | 2000年 9月21日  | 01    | 終列車                   | 木下龍太郎   | 西條キロク     | 馬場良           | VIDL-30508 |                                                |
| 103 | 2000年 9月21日  | 02    | 泣いていいでしょう       | 中村修二     | 西條キロク     | 竜崎孝路         | VIDL-30508 |                                                |
| 104 | 2001年 5月23日  | 01    | 雨の空港                 | 木下龍太郎   | 西條キロク     | 佐伯亮           | VIDL-30523 |                                                |
| 104 | 2001年 5月23日  | 02    | ひとり旅                 | 木下龍太郎   | 西條キロク     | 佐伯亮           | VIDL-30523 |                                                |
| 105 | 2002年 1月23日  | 01    | セピアの雨               | BORO         | BORO           | BORO             | VIDL-30533 |                                                |
| 105 | 2002年 1月23日  | 02    | ユララ                   | 伊藤薫       | 伊藤薫         | 丸尾めぐみ       | VIDL-30533 |                                                |
| 106 | 2002年 10月23日 | 01    | 運河                     | たかたかし   | 森進一         | 馬場良           | VIDL-30547 |                                                |
| 106 | 2002年 10月23日 | 02    | 終りにしましょ           | 久仁京介     | 森進一         | 馬場良           | VIDL-30547 |                                                |
| 107 | 2003年 6月20日  | 01    | 哀の河                   | かず翼       | 四方章人       | 前田俊明         | VIDL-30564 |                                                |
| 107 | 2003年 6月20日  | 02    | 夢まくら                 | 森進一       | 森進一         | 佐伯亮           | VIDL-30564 |                                                |
| 108 | 2003年 12月7日  | 01    | 狼たちの遠吠え           | 長渕剛       | 長渕剛         | 笛吹利明         | VICL-35606 |                                                |
| 108 | 2003年 12月7日  | 02    | 人生はラ・ラ・ラ         | 長渕剛       | 長渕剛         | 笛吹利明         | VICL-35606 |                                                |
| 109 | 2004年 11月21日 | 01    | さらば青春の影よ         | 坂井泉水     | 大野愛果       | 徳永暁人         | VICL-35728 |                                                |
| 109 | 2004年 11月21日 | 02    | 蜃気楼                   | 坂井泉水     | 大野愛果       | 葉山たけし       | VICL-35728 |                                                |
| 110 | 2005年 6月1日   | 01    | はな                     | 阿久悠       | 宮川彬良       | 宮川彬良         | VICL-35835 |                                                |
| 110 | 2005年 6月1日   | 02    | 秋のホテル               | 阿久悠       | 森進一         | 伊戸のりお       | VICL-35835 |                                                |
| 111 | 2006年 5月17日  | 01    | たずねて小樽             | 土田有紀     | 大谷明裕       | 竜崎孝路         | VICL-36068 |                                                |
| 111 | 2006年 5月17日  | 02    | おんなの挽歌             | 土田有紀     | 大谷明裕       | 竜崎孝路         | VICL-36068 |                                                |
| 112 | 2007年 5月23日  | 01    | 人生ひたすら             | 田久保真見   | 弦哲也         | 竜崎孝路         | VICL-36301 |                                                |
| 112 | 2007年 5月23日  | 02    | 時代の河よ               | 田久保真見   | 弦哲也         | 萩田光雄         | VICL-36301 |                                                |
| 113 | 2008年 3月19日  | 01    | 女の恋                   | 麻こよみ     | 金田一郎       | 前田俊明         | VICL-36395 |                                                |
| 113 | 2008年 3月19日  | 02    | 暗闇坂                   | 麻こよみ     | 桧原さとし     | 伊戸のりお       | VICL-36395 |                                                |
| 114 | 2008年 10月1日  | 01    | 波止場                   | 梁田美和     | 森進一         | 佐伯亮           | VICL-36464 |                                                |
| 114 | 2008年 10月1日  | 02    | 新地のおんな             | のまたくま   | 森進一         | 佐伯亮           | VICL-36464 |                                                |
| 115 | 2009年 6月17日  | 01    | ゆらぎ                   | 木本慶子     | 金田一郎       | 金田一郎         | VICL-36516 |                                                |
| 115 | 2009年 6月17日  | 02    | ここにいるから           | 木本慶子     | 金田一郎       | 金田一郎         | VICL-36516 |                                                |
| 116 | 2010年 6月16日  | 01    | 眠らないラブソング       | 小室哲哉     | 小室哲哉       | 小室哲哉         | VICL-36583 |                                                |
| 116 | 2010年 6月16日  | 02    | 道標                     | Kenn Kato    | 小室哲哉       | 小室哲哉         | VICL-36583 |                                                |
| 117 | 2011年 2月23日  | 01    | 八甲田                   | 坂口照幸     | 大谷明裕       | 伊戸のりお       | VICL-36632 |                                                |
| 117 | 2011年 2月23日  | 02    | 露の恋                   | 麻こよみ     | 森進一         | 伊戸のりお       | VICL-36632 |                                                |
| 118 | 2012年 4月25日  | 01    | 女坂                     | 有馬三恵子   | 猪俣公章       | 前田俊明         | VICL-36695 |                                                |
| 118 | 2012年 4月25日  | 02    | 今想えば                 | 森進一       | 森進一         | 前田俊明         | VICL-36695 |                                                |
| 119 | 2013年 4月24日  | 01    | 情炎                     | 坂口照幸     | 金田一郎       | 笛吹利明         | VICL-36765 |                                                |
| 119 | 2013年 4月24日  | 02    | 月のエレジー             | 田久保真見   | 金田一郎       | 宮崎慎二         | VICL-36765 |                                                |
| 120 | 2013年 8月21日  | 01    | 富士山                   | 新井満       | 新井満         | 千住明           | VICL-36813 |                                                |
| 120 | 2013年 8月21日  | 02    | (オリジナル・カラオケ)   | -            | 新井満         | 千住明           | VICL-36813 |                                                |
| 121 | 2014年 9月17日  | 01    | えにし                   | 新美正雄     | 森進一         | 佐伯亮           | VICL-36953 |                                                |
| 121 | 2014年 9月17日  | 02    | 夢という名の女           | 阿久悠       | 浜口庫之助     | 薗広昭           | VICL-36953 |                                                |
| 122 | 2015年 6月24日  | 01    | あるがままに生きる       | 森進一       | 森進一         | 十川ともじ       | VICL-37073 |                                                |
| 122 | 2015年 6月24日  | 02    | ひとすじの白い道         | 中山大三郎   | 中山大三郎     | 十川ともじ       | VICL-37073 |                                                |
| 123 | 2016年 6月15日  | 01    | 私の恋                   | 坂口照幸     | 四方章人       | 前田俊明         | VICL-37170 |                                                |
| 123 | 2016年 6月15日  | 02    | 風の噂                   | 坂口照幸     | 四方章人       | 前田俊明         | VICL-37170 |                                                |
| 124 | 2017年 6月14日  | 01    | 花のブルース             | 鈴木紀代     | 森進一         | マイケル吉田     | VICL-37273 |                                                |
| 124 | 2017年 6月14日  | 02    | 運河                     | たかたかし   | 森進一         | 佐伯亮           | VICL-37273 |                                                |
| 125 | 2018年 6月13日  | 01    | 北港                     | 森進一       | 森進一         | 前田俊明         | VICL-37397 |                                                |
| 125 | 2018年 6月13日  | 02    | 恋はぐれ                 | 鈴木紀代     | 森進一         | 丸山雅仁         | VICL-37397 |                                                |
| 126 | 2019年 6月12日  | 01    | 恋せよ乙女               | 森進一       | 森進一         | 鈴木豪 西川幾子  | VICL-37475 |                                                |
| 126 | 2019年 6月12日  | 02    | あなたに抱かれて         | 森進一       | 森進一         | 鈴木豪 西川幾子  | VICL-37475 |                                                |
| 127 | 2020年 6月17日  | 01    | 昭和・平成・令和を生きる | 森進一       | 森進一         | 伊戸のりお       | VICL-37540 |                                                |
| 127 | 2020年 6月17日  | 02    | 女の真心                 | 森進一       | 森進一         | 伊戸のりお       | VICL-37540 |                                                |
| 128 | 2022年 7月13日  | 01    | さわりは名調子           | 阿久悠       | 森進一         | 猪股義周         | VICL-37644 |                                                |
| 128 | 2022年 7月13日  | 02    | 旧友                     | 阿久悠       | 森進一         | 猪股義周         | VICL-37644 |                                                |
| 129 | 2023年 7月19日  | 01    | 厚化粧の女               | 森進一       | 森進一         | 周防泰臣         | VICL-37695 |                                                |
| 129 | 2023年 7月19日  | 02    | 昭和エレジー             | 森進一       | 森進一         | 佐野博美・斉藤功 | VICL-37695 |                                                |
| 130 | 2024年 7月24日  | 01    | みれんの港               | かず 翼      | 四方章人       | 竹内弘一         | VICL-37741 |                                                |
| 130 | 2024年 7月24日  | 02    | おもかげ運河             | かず 翼      | 四方章人       | 竹内弘一         | VICL-37741 |                                                |
| 131 | 2025年 7月23日  | 01    | 無償の愛                 | 森進一       | 森進一         | 竹内弘一         | VICL-37791 |                                                |
| 131 | 2025年 7月23日  | 02    | 恋は闇の中               | 森進一       | 森進一         | 竹内弘一         | VICL-37791 |                                                |

### デュエット・シングル
| 発売日         | デュエット | 曲順 | タイトル         | 作詞         | 作曲       | 編曲     | 規格品番   | 備考 |
| -------------- | ---------- | ---- | ---------------- | ------------ | ---------- | -------- | ---------- | ---- |
| 2003年 1月22日 | 森昌子     | 01   | しあわせのうた   | やまさき十三 | 弦哲也     | 前田俊明 | VIDL-30553 |      |
| 2004年 7月21日 | 森昌子     | 01   | なにはともあれ   | さだまさし   | さだまさし | 若草恵   | VICL-35682 |      |
| 2004年 7月21日 | 森昌子     | 02   | ふ・た・り・物語 | 中村修二     | 弦哲也     | 前田俊明 | VICL-35682 |      |

### 企画シングル
- 森進一・森昌子・川中美幸・森口博子・黒柳徹子名義。

| 発売日         | 曲順 | タイトル       | 作詞     | 作曲   | 編曲   | 規格品番   | 備考 |
| -------------- | ---- | -------------- | -------- | ------ | ------ | ---------- | ---- |
| 2004年 5月19日 | 01   | じゃがいもの唄 | 原田博之 | 森進一 | 若草恵 | VICL-35665 |      |

### アルバム
1. 女のためいき／森進一 ベスト・ヒット（1967年）SJV-315
2. 影を慕いて（1968年5月25日 / 2005年3月9日、CD化）- 古賀政男作品カバー・アルバム
3. 森進一 女ごころを唄う（1968年8月15日 / 2008年10月1日、CD化） - カバー・アルバム
4. ひとり酒場で／森進一 ベスト・ヒット第2集（1968年10月5日）
5. 無情の夢（1969年12月5日 / 2008年10月1日、CD化） - 懐メロのカバーアルバム
6. 森進一のブルース（1970年7月5日 / 2005年3月9日、CD化）SJX-48  - カバー・アルバム
7. 波止場女のブルース／森進一 ベスト・ヒット第3集（1970年9月5日）SJV-469
8. 旅路（1971年3月10日 / 2005年3月9日、CD化）SJX-60  - 初のオリジナル・アルバム ※「おふくろさん」収録
9. 流れのブルース／森進一 ベスト・ヒット第4集（1971年）SJV-550
10. 再会（1971年12月5日 / 2005年3月9日、CD化） - 吉田正作品カバー・アルバム
11. 女の詩情（1972年4月25日）SJV-576
12. 輪廻／愛と哀しみのさすらい（1972年8月25日） ※「旅路のはてに」収録
13. 森進一物語〜ある歌手の限りなき道〜（1973年1月25日 / 2007年1月24日、CD化）SJX-111 ※「故郷」収録
14. くちべに怨歌（1973年6月25日） ※「くちべに怨歌」収録
15. 旅情（1974年3月25日 / 2007年1月24日、CD化）
16. 湯けむりの町（1975年2月25日 / 2007年1月24日、CD化） - 日本のフォークのカバー・アルバム ※「湯けむりの町」収録
17. 別れの接吻（1975年7月25日）GX-1006 ※「別れの接吻」「女がひとり」収録
18. 心の旅路（1976年3月5日）SJX-10120 ※「故郷」収録
19. 愛と涙（1976年）SJX-10136 ※「つくり花」収録
20. 夜行列車（1977年8月25日）SJX-20001 ※「夜行列車」収録
21. 追想（1978年）SJX20082 ※「雪よおまえは」「林檎抄」収録
22. 男坂・女坂（1979年） ※「きみよ荒野へ」収録
23. 新宿・みなと町（1979年8月1日 / 2020年11月18日、配信）SJX-20143　- カバー・アルバム ※「新宿・みなと町」収録
24. 翔べ！（1979年10月1日）SJX-20153 ※「新宿・みなと町」収録
25. 一番短い小説・男と女がいた（1980年11月15日 / 2009年10月21日、CD化）SJX-30022 - 阿久悠プロデュース ※「夢という名の女」収録
26. ブランデーグラス 有線ヒットメロディーを唄う SJX-30073 - カバー・アルバム
27. 命あたえて（1981年10月21日） ※「命あたえて」収録
28. 男の真情（1982年7月5日） ※「男の真情」「哀愁行路」収録
29. 北酒場（1982年） - カバー・アルバム
30. 紐育物語（1983年5月21日） ※「冬のリヴィエラ」「紐育物語」収録
31. 人を恋うる唄（1984年） ※「人を恋うる唄」「待たせたね」収録
32. 夢芝居（1984年12月16日） - カバー・アルバム
33. 北国神話（1985年1月 / 2009年10月21日、CD化） - 「北の螢」収録
34. わが故郷は心のふるさと（1986年2月21日） ※「わが故郷は心のふるさと」「止まり木のブルース」収録
35. 時を紡いで（1987年2月21日） ※「ゆうすげの恋」収録
36. 悲しいけれど（1987年9月21日） - カバー・アルバム ※「悲しいけれど」収録
37. 浅き夢見し さよならの女たち（1988年6月21日）SJX-30359 ※「京都去りがたし」「挽歌の街から」収録
38. 花物語（1990年9月21日）
39. 風のエレジー（1990年10月21日） ※「風のエレジー」「移り香」収録
40. 酒無情（1991年4月21日） ※「酒無情」「ひとり東京の片隅で」収録
41. 劇場の前〜野口雨情作品集〜（1992年10月21日） ※「劇場の前」収録
42. うそつき（1994年6月22日） ※「土俵の鬼」収録
43. 女恋港（1995年7月21日） - 全曲森進一作曲 ※「女恋港」収録
44. こころの雫〜平成和讃（2000年9月21日） - 五木寛之のプロデュース・全作詞
45. 人生ひたすら…（2006年6月21日） ※「人生ひたすら」「たずねて小樽」収録
46. Love Music（2009年11月25日） - カバー・アルバム

### ライブ・アルバム
1. 熱唱の森進一 オン・ステージ（1974年9月15日） - 2LP
2. 全国横断リサイタル（1975年） - CD-4
3. 全国横断リサイタル　明日に向かって（1976年） - 2LP
4. オリジナル・コンサート〜愛と涙のオン・ステージ（1977年）
5. オリジナル・コンサートII〜男と女の季節（1978年1月10日）
6. 時は流れて・・いま　森進一イン武道館（1980年）
7. サマーコンサート’84（1984年）
8. 熱唱！森進一最新コンサート・ライブ（1989年1月1日）
9. '98 森進一リサイタル 〜女心（1998年7月23日）

### ベスト・アルバム
1. 花と涙／森進一のすべて（1969年10月） -2LP
2. 演歌（1970年12月5日） - 2LP
3. 森進一（1971年10月25日）
4. 波止場町／全ヒット曲集（1972年6月25日）SJV-583〜4 - 2LP
5. 豪華盤　森進一のすべて（1972年11月25日）SJV-609〜10 - 2LP
6. スーパーデラックス（1973年7月25日）DX-10004
7. ベスト・コレクション（1973年11月25日）SJV-681〜2 - 2LP
8. グランド・デラックス（1974年7月25日）
9. ベスト・コレクション'75（1974年11月25日） - 2LP
10. ゴールデン・デラックス（1974年12月5日） - CD-4
11. スーパー・デラックスNO.2（1975年）
12. ベスト・コレクション'76（1976年）SJV-830〜31 - 2LP
13. 愛と哀しみの谷間で／ベスト・コレクション（1976年）SJV-901〜2 - 2LP
14. ある世界 GX-23
15. ベストヒットアルバム（1978年）GX-31
16. EXCEL ONE 森進一のすべて（1981年）X678
17. 夢という名の女／ベストヒットアルバム（1981年）
18. スーパーコレクション（1984年）
19. 北の蛍（1984年）
20. 全曲集（1985年）
21. 冬のリヴィエラ〜サマータイム（1986年4月21日）
22. 北の螢〜北上夜曲（1986年4月21日）
23. スーパーベスト（1985年12月16日）
24. BEST SELECTION 森進一のすべて（1986年11月1日）
25. CDファイル／森進一Vol.1（1988年2月21日）
26. CDファイル／森進一Vol.2（1988年2月21日）
27. CDファイル／森進一Vol.3（1988年2月21日）
28. CDファイル／森進一Vol.4（1988年2月21日）
29. ベスト・コレクション〜冬の桑港（1989年2月21日）
30. 指輪／うさぎ　最新オリジナルベスト（1989年9月21日）
31. BEST ONE 決定版 森進一（1989年10月21日）
32. 古賀メロディー・ベスト10選（1989年10月21日）
33. ベスト・セレクション（1990年11月25日）
34. 全曲集（1991年11月25日）
35. 愛しい人よ〜森進一セレクション（1992年1月21日）
36. 悲しい歌が流行ります（1992年7月22日）
37. ベスト・セレクション（1992年12月2日）2CD
38. わるいひと〜森進一作曲全集（1993年7月21日）
39. 猪俣公章追悼アルバム〜さらば友よ（1993年7月28日）
40. 全曲集（1994年11月2日）
41. 昭和の名曲選（1）青い山脈（1995年2月22日）
42. 昭和の名曲選（2）別れの一本杉（1995年2月22日）
43. 昭和の名曲選（3）黒い花びら（1995年2月22日）
44. 昭和の名曲選（4）おふくろさん（1995年2月22日）
45. 昭和の名曲選（5）襟裳岬（1995年2月22日）
46. 古賀メロディーを唄う（1995年3月24日）
47. 女のためいき〜森進一シングルファイル1（1995年6月28日）
48. 港町ブルース〜森進一シングルファイル2（1995年6月28日）
49. おふくろさん〜森進一シングルファイル3（1995年6月28日）
50. 冬の旅〜森進一シングルファイル4（1995年6月28日）
51. 襟裳岬〜森進一シングルファイル5（1995年6月28日）
52. さざんか〜森進一シングルファイル6（1995年6月28日）
53. 新宿みなと町〜森進一シングルファイル7（1995年6月28日）
54. 冬のリヴィエラ〜森進一シングルファイル8（1995年6月28日）
55. 北の螢〜森進一シングルファイル9（1995年6月28日）
56. ゆうすげの恋〜森進一シングルファイル10（1995年6月28日）
57. 京都去りがたし〜森進一シングルファイル11（1995年6月28日）
58. わるいひと〜森進一シングルファイル12（1995年6月28日）
59. 女恋港〜森進一シングルファイル13（1995年6月28日）
60. TWIN BEST（1995年6月28日）
61. ベスト（1995年11月22日）
62. ベスト（1996年11月21日）
63. BEST ONE　森進一　ベスト（1997年10月22日）
64. 女心〜森進一 ベスト（1998年11月6日）
65. 全曲集（1998年11月6日）　2CD
66. 全曲集（1999年11月20日）
67. ファンが選んだ森進一ベスト（2000年11月22日）
68. 全曲集（2002年12月18日）
69. 全曲集（2003年11月26日）
70. セルフカバー・アルバム（2005年9月22日）
71. ベスト（2005年11月23日）
72. 全曲集〜たずねて小樽〜（2006年10月18日）
73. ベスト〜人生ひたすら〜（2007年9月21日）
74. 阿久悠作品集（2007年12月19日）
75. ベスト（2008年11月19日）
76. 全曲集〜ゆらぎ〜（2009年11月25日）
77. ベスト〜歌手生活45周年記念盤〜（2010年9月22日）
78. スペシャルセレクション〜コラボレーション・ベスト〜（2010年11月3日）
79. スペシャルベスト〜希望の明日へ！〜（2011年9月7日） CD+DVD
80. スペシャルセレクション〜ご当地ソング・ベスト〜（2011年11月23日）
81. ベスト<演歌の心を唄う>（2012年10月24日）
82. ベストアルバム〜富士山〜（2014年1月22日）
83. ベスト〜歌手生活50周年記念盤〜（2016年3月23日）

### ボックス・セット
1. 大全集（1971年6月5日） 4LPボックス
2. 絶唱　森進一大全集（1975年） 10LPボックス
3. 歌ひとすじ20年　森進一大全集 10LPボックス
4. スペシャルCDボックス“感謝”（2006年9月22日） 10CD+DVD
5. 森進一コンプリートボックス（2010年9月1日） 15CD+2DVD

### タイアップ曲
| 年     | 楽曲               | タイアップ                                                   |
| ------ | ------------------ | ------------------------------------------------------------ |
| 1981年 | それは恋           | 舞台「近松心中物語」主題歌                                   |
| 1982年 | 冬のリヴィエラ     | サントリー「ウインターギフト」CMソング                       |
| 1984年 | 北の螢             | 映画「北の螢」主題歌                                         |
| 1984年 | 夢・ステファニー   | IBMパーソナルコンピュータ「IBM JX」CMソング                  |
| 1985年 | サマータイム       | ホンダ・アコード・CMソング                                   |
| 1987年 | 男ばなし           | NHK総合 ドラマ「イキのいい奴」主題歌                         |
| 1990年 | 風のエレジー       | TBS系ドラマ「愛と哀しみの海・戦艦大和の悲劇」主題歌          |
| 1991年 | 愛しい人よ         | セイコー「ドルチェ&エクセリーヌ」CMソング                    |
| 1994年 | 土俵の鬼           | アニメ映画「土俵の鬼たち」主題歌                             |
| 1994年 | 一本道             | アニメ映画「土俵の鬼たち」EDテーマ                           |
| 1999年 | 語りかけ           | NHK総合 ドラマ「新・南部大吉交番日記」EDテーマ               |
| 2000年 | ウイスキー色の街で | サントリー角瓶・CMソング                                     |
| 2003年 | しあわせのうた     | テレビ朝日系アニメ「釣りバカ日誌」OPテーマ                   |
| 2004年 | なにはともあれ     | NHK総合「今夜は恋人気分 〜とっておき夫婦物語〜」テーマソング |
| 2004年 | じゃがいもの唄     | 「じゃがいもの会」活動20周年記念チャリティーソング           |

## 出演

### NHK紅白歌合戦出場歴
※曲名の後の（○回目）は紅白で披露された回数を表す。出演順は「（出演順）/（出場者数）」で表す。対戦相手の歌手名の（）内の数字はその歌手との対戦回数を表す。備考のトリなどの次にある（）はトリなどを務めた回数を表す。前半トリとは1990年以降の紅白において、前半戦（ニュース中断まで）で両軍の締めくくりを務めたことを指す。
| 年度   | 放送回 | 回数 | 曲目                    | 出演順 | 対戦相手                  | 備考                             |
| ------ | ------ | ---- | ----------------------- | ------ | ------------------------- | -------------------------------- |
| 1968年 | 第19回 | 初   | 花と蝶                  | 22/23  | 黛ジュン                  | トリ前                           |
| 1969年 | 第20回 | 2    | 港町ブルース            | 23/23  | 美空ひばり                | 白組トリ                         |
| 1970年 | 第21回 | 3    | 銀座の女                | 24/24  | 美空ひばり（2）           | 白組トリ（2）                    |
| 1971年 | 第22回 | 4    | おふくろさん            | 25/25  | 美空ひばり（3）           | 白組トリ（3）                    |
| 1972年 | 第23回 | 5    | 放浪船（さすらいぶね）  | 01/23  | 天地真理                  | 先攻トップバッター               |
| 1973年 | 第24回 | 6    | 冬の旅                  | 18/22  | 青江三奈                  |                                  |
| 1974年 | 第25回 | 7    | 襟裳岬                  | 25/25  | 島倉千代子                | 大トリ（4）                      |
| 1975年 | 第26回 | 8    | あゝ人恋し              | 18/24  | 小柳ルミ子                |                                  |
| 1976年 | 第27回 | 9    | さざんか                | 19/24  | 八代亜紀                  |                                  |
| 1977年 | 第28回 | 10   | 東京物語                | 23/24  | 都はるみ                  | トリ前（2）                      |
| 1978年 | 第29回 | 11   | きみよ荒野へ            | 23/24  | 都はるみ（2）             | トリ前（3）                      |
| 1979年 | 第30回 | 12   | 新宿・みなと町          | 20/23  | 森昌子                    |                                  |
| 1980年 | 第31回 | 13   | 恋月夜                  | 22/23  | 小林幸子                  | トリ前（4）                      |
| 1981年 | 第32回 | 14   | 命あたえて              | 20/22  | 都はるみ（3）             |                                  |
| 1982年 | 第33回 | 15   | 影を慕いて              | 22/22  | 都はるみ（4）             | 大トリ（5）                      |
| 1983年 | 第34回 | 16   | 冬のリヴィエラ          | 20/21  | 小林幸子（2）             | トリ前（5）                      |
| 1984年 | 第35回 | 17   | 北の螢                  | 20/20  | 都はるみ（5）             | 白組トリ（6）                    |
| 1985年 | 第36回 | 18   | 女もよう                | 20/20  | 森昌子（3）               | 大トリ（7）                      |
| 1986年 | 第37回 | 19   | ゆうすげの恋            | 20/20  | 石川さゆり                | 大トリ（8）                      |
| 1987年 | 第38回 | 20   | 悲しいけれど…           | 01/20  | 八代亜紀（2）             | 先攻トップバッター（2）          |
| 1988年 | 第39回 | 21   | 京都去りがたし          | 18/21  | ちあきなおみ              |                                  |
| 1989年 | 第40回 | 22   | 指輪                    | 18/20  | 小林幸子（3）             |                                  |
| 1990年 | 第41回 | 23   | おふくろさん（2回目）   | 29/29  | 都はるみ（6）             | 大トリ（9）                      |
| 1991年 | 第42回 | 24   | 泣かせ雨                | 25/28  | 桂銀淑                    |                                  |
| 1992年 | 第43回 | 25   | 劇場の前                | 23/28  | 大月みやこ                |                                  |
| 1993年 | 第44回 | 26   | さらば友よ              | 25/26  | 都はるみ（7）             | トリ前（6）                      |
| 1994年 | 第45回 | 27   | おふくろさん（3回目）   | 21/25  | 由紀さおり・安田祥子      |                                  |
| 1995年 | 第46回 | 28   | 悲しみの器              | 24/25  | 都はるみ（8）             | トリ前（7）                      |
| 1996年 | 第47回 | 29   | 夜の無言（しじま）      | 10/25  | 都はるみ（9）             | 前半トリ                         |
| 1997年 | 第48回 | 30   | 襟裳岬（2回目）         | 23/25  | 石川さゆり（2）           |                                  |
| 1998年 | 第49回 | 31   | 冬の旅（2回目）         | 22/25  | 藤あや子                  |                                  |
| 1999年 | 第50回 | 32   | おふくろさん（4回目）   | 24/27  | 由紀さおり・安田祥子（2） |                                  |
| 2000年 | 第51回 | 33   | 終列車                  | 22/28  | 川中美幸                  |                                  |
| 2001年 | 第52回 | 34   | それは恋                | 20/27  | 坂本冬美                  |                                  |
| 2002年 | 第53回 | 35   | 運河                    | 13/27  | 中村美律子                | 前半トリ（2）                    |
| 2003年 | 第54回 | 36   | 狼たちの遠吠え          | 15/30  | 安室奈美恵                | 前半トリ（3）                    |
| 2004年 | 第55回 | 37   | さらば青春の影よ        | 24/28  | 倉木麻衣                  |                                  |
| 2005年 | 第56回 | 38   | おふくろさん（5回目）   | 23/29  | AI                        |                                  |
| 2006年 | 第57回 | 39   | おふくろさん（6回目）   | 13/27  | 石川さゆり（3）           | 前半トリ（4）                    |
| 2007年 | 第58回 | 40   | 北の螢（2回目）         | 26/27  | 和田アキ子                | トリ前（8）                      |
| 2008年 | 第59回 | 41   | おふくろさん（7回目）   | 25/26  | 天童よしみ                | トリ前（9）                      |
| 2009年 | 第60回 | 42   | 花と蝶（2回目）         | 11/25  | 川中美幸（2）             | 前半トリ（5）                    |
| 2010年 | 第61回 | 43   | 襟裳岬（3回目）         | 12/22  | 天童よしみ（2）           | 前半トリ（6）                    |
| 2011年 | 第62回 | 44   | 港町ブルース（2回目）   | 10/25  | 椎名林檎                  | 前半トリ（7）                    |
| 2012年 | 第63回 | 45   | 冬のリヴィエラ（2回目） | 11/25  | 絢香                      | 前半トリ（8）                    |
| 2013年 | 第64回 | 46   | 襟裳岬（4回目）         | 12/26  | SKE48                     |                                  |
| 2014年 | 第65回 | 47   | 年上の女                | 10/23  | 坂本冬美（2）             |                                  |
| 2015年 | 第66回 | 48   | おふくろさん（8回目）   | 25/26  | 髙橋真梨子                | トリ前（10）・紅白ラストステージ |

- 連続出場48回は第2位の記録[注 8]。

### テレビドラマ
- S・Hは恋のイニシァル（1969年、TBS）
- 素敵なあいつ（1978年、テレビ朝日）
- 続イキのいい奴（1988年、NHK総合）
- 古賀政男物語（1992年、テレビ東京・テレビ大阪制作）

### 映画
- 歌謡映画
  - 夜の歌謡シリーズ（東映）
    - 『盛り場ブルース』 - 三宅信一役
    - 『命かれても』（1968年） - 本人役(特別出演)
    - 『夜の歌謡シリーズ 夜の歌謡シリーズ・命かれても』（1969年） - 佐藤進役

  - 『美空ひばり・森進一の花と涙と炎』（1970年、松竹） - 榊竜介役
  - 『波止場女のブルース』(1970年10月、松竹)  - 田島進役
  - 『望郷』（1971年3月、松竹） - 森川信一郎役
  - 『旅路 おふくろさんより』（1972年7月、松竹） - 北村慎吾役
  - 『襟裳岬』(1975年4月、日活) - 本人役(特別出演)

### CM
- 日産自動車 ローレル（C34後期型）
- 日本アイ・ビー・エム JX（1984年）
- 東京ガス ガス温水システムTES（1988年）[31]
- 日本ケンタッキー・フライド・チキン バラエティパック（1992年）
- 資生堂
- キリンビール「キリン一番搾り 糖質ゼロ」『これが私のおいしいビール 森進一 Hiro MY FIRST STORY』 篇 （2021年12月2日 - ） - 親子共演・WEBムービー[32]

## 森進一を演じた俳優
- 田代万里生（2013年3月6日、テレビ東京、女優 麗子〜炎のように）